# Машиці
Машиці (пол. Maszyce) — село в Польщі, у гміні Скала Краківського повіту Малопольського воєводства.
Населення — 379 осіб (2011).
У 1975-1998 роках село належало до Краківського воєводства.

## Демографія
Демографічна структура станом на 31 березня 2011 року:
|          | Загалом | Допрацездатний вік | Працездатний вік | Постпрацездатний вік |
| -------- | ------- | ------------------ | ---------------- | -------------------- |
| Чоловіки | 188     | 39                 | 135              | 14                   |
| Жінки    | 191     | 35                 | 127              | 29                   |
| Разом    | 379     | 74                 | 262              | 43                   |